# Edmund Bertram
Edmund Bertram es un protagonista de la novela escrita por Jane Austen, Mansfield Park. Él es hijo el segundo hijo de sir Thomas y aspira ser ordenado clérigo.

## Carácter
Edmund es una persona naturalmente buena y compasiva, según lo demostrado por su conducta hacia Fanny Price, una prima pobre que ha venido a vivir con la familia de Edmund desde su casa y familia de clase media baja en Portsmouth. La bondad y la generosidad de Edmund a Fanny le distingue del resto de su familia, que tienden a explotar la naturaleza buena de Fanny o se burlan de ella por su educación menos privilegiada. Por ejemplo, el hermano de Edmund, Tom, ridiculiza a Fanny, y sus hermanas, María y Julia, se dignan a dar a Fanny juguetes de menos valor para ellas. Sin embargo, Edmund sigue siendo amable y alentador con Fanny, por lo que ella poco a poco se enamora de él a medida que crece.

## Edmund al principio
La aspiración de Edmund era sentir bien a un clérigo, porque él era el segundo hijo sin perspectiva de una gran fortuna. Edmund debía hacerse cargo rápidamente de la casa parroquial cuando su tío, clérigo anterior, muere. Aunque era intención de Edmund tomar la vida de su padre en su estado grande, hicieron a Edmund incapaz hacer así pues, su hermano mayor, Thomas Bertram vivía extravagantemente, y la casa parroquial tuvo que ser vendida. Los nuevos inquilinos, el Dr. Grant y su esposa la Señora Grant tenía un media hermano de sangre y hermana, Henry y Mary Crawford. Poco antes de la llegada del Crawfords, el padre de Edmund, sir Thomas y su hermano Tom fueron a Antigua para colocar un cierto negocio con estado allí y esclavos. Sir Thomas había colocado a Edmund responsable, porque él sabía que su segundo hijo tenía bastante discreción a ser un líder apto. Sin embargo, cuando Tom volvió temprano de Antigua, demostrando ser más de un obstáculo a su padre más bien que a una ayudante, nadie respetó al opinión de Edmund. Tom decidía llevar a cabo una puesta en escena en Mansfield y todos excepto Fanny se conformó a pesar de la desaprobación de Edmund. En el extremo, incluso Edmund se conformó para representar a Anhalt con Amelia actuado por la hermosa Mary. Cuando sir Thomas volvió, lo descontentaron enormemente.

## Edmund con María
Edmund se había enamorado de la Srta. Mary Crawford. Fanny, que está enamorada de Edmund, permanece temerosa por él y levemente envidiosa de Mary. La novela implica fuertemente el amor de Edmund para Mary. En un punto, Edmund incluso declara secretamente a Fanny, que Mary es la única mujer en el mundo que él puede pensar 
como esposa. Sin embargo, Mary descontenta a Edmund grandemente con su actitud hacia su futura profesión de clérigo. Mary sugiere constantemente a Edmund otras ocupaciones posibles. En una baile, Mary informa a Edmund que nunca bailarán otra vez, como ella debe pronto salir por una época y cuando ella vuelve, él se ordena como clérigo.
Mientras tanto, Henry el hermano de Mary propone matrimonio a Fanny, que declina, tanto porque ella lo piensa incorrecto, y porque todavía está enamorada de Edmund. A Sir Thomas le enfurece la “estupidez” de Fanny y la acusa de ser desagradecida, aunque él no sabe las razones de Fanny para rechazar a Henry. Sir Thomas decide permitir que Fanny experimente pobreza verdadera en tentativa de cambiar su opinión del matrimonio con el Sr. Crawford enviándola a su hogar en Portsmouth. Fanny entonces se va para Portsmouth mientras que Edmund va a Peterborough para visitar un viejo conocido.
En Portsmouth, Henry intenta de nuevo cortejar a Fanny, pero ella declina otra vez, así que él se va a Londres, desanimado. Cuando Edmund vuelve a Mansfield, él oye ciertas noticias graves. Su hermano Tom, que tenía mantenía una vida alocada con algunos amigos, bebió demasiado vino y cogió una fiebre severa. Hay una posibilidad muy verdadera que Tom muera de esta enfermedad, y Edmund lo cuida con mucho esmero hasta que es enviado por su padre a recoger a Fanny, que es necesitada para confortar a su tía.
Por otra parte, en Londres, Henry encuentra a la hermana de Edmund, Maria y se fuga con ella, aunque ésta se había casado recientemente con el Sr. Rushworth. Esto trae deshonra y vergüenza a los Rushworth y a los Bertram, y abruma totalmente a Edmund, Fanny, y a sus padres. 
Edmund sabe que él no puede casarse con Mary debido al escándalo, pero él va a visitarla a Londres una última vez. Durante la visita, Mary justifica continuamente las acciones de su hermano e incluso culpa a Fanny por causar la situación al declinar las ofertas de matrimonio de Henry. Ella también declara que si Fanny no hubiera sido así de estúpida y hubiera aceptado a Henry, él no tendría ocasión de comportarse de tal manera, y que estaría en un estado demasiado grande de felicidad que solo pensaría en ella. Edmund, indignado por los comentarios de Mary sobre Fanny, se retira y nunca vuelve a verla.
Edmund transmite todo lo que ha pasado a Fanny, en quién halla consuelo. Edmund está afligido extremadamente por qué lo que ha ocurrido, pero él se recupera con el tiempo y eventualmente se enamora de Fanny. Sir Thomas da instantáneamente su aprobación, y se casan. Edmund y Fanny se trasladan a Thornton Lacey y luego, a la rectoría de Mansfield con indescriptible felicidad.